# Ermita de Nuestra Señora del Huerto
La ermita de Nuestra Señora del Huerto o bien 'ermita de Nuestra Señora del Huerto Cerrado' (en neerlandés: Kluizenarij Onze Lieve Vrouwe van de Besloten Tuin) está situado en la antigua iglesia parroquial de Warfhuizen, una localidad en el extremo norte de los Países Bajos.
Es la única ermita actualmente habitada por un ermitaño en el país. El nombre se basa en el epíteto tradicional de la Virgen María ("Nuestra Señora") del hortus conclusus o jardín (huerto) cerrado.
La ermita fue fundada en 2001 como la morada de un católico consagrado como ermitaño. Como es típico de las ermitas holandesas, incluye una capilla pública que tiene un papel distinto en las devociones populares, aquí dedicada a la Virgen María, también conocida como "Nuestra Señora". Es el santuario mariano más al norte de los Países Bajos.